# 茨城労働局
茨城労働局（いばらきろうどうきょく）は、茨城県水戸市にある日本の都道府県労働局で、茨城県を管轄している。

## 所在地
- 本局 茨城県水戸市宮町一丁目8番31号 茨城労働総合庁舎

2006年12月11日 - 茨城県水戸市北見町1-11から移転。

## 組織
局長
- 総務部
  - 総務課、企画室、労働保険徴収室
- 労働基準部
  - 監督課、健康安全課、賃金室、労災補償課
- 職業安定部
  - 職業安定課、職業対策課、地方訓練受講者支援室[1]、需給調整事業室
- 雇用均等室

## 出先機関
- 労働基準監督署（8署）
  - 水戸労働基準監督署[2]（水戸市）
  - 日立労働基準監督署（日立市）
  - 土浦労働基準監督署（土浦市）
  - 筑西労働基準監督署（筑西市）
  - 古河労働基準監督署（古河市）
  - 常総労働基準監督署（常総市）
  - 龍ヶ崎労働基準監督署[3]（龍ケ崎市）
  - 鹿嶋労働基準監督署（鹿嶋市）

- 公共職業安定所（ハローワーク、11所2出張所）
  - 水戸公共職業安定所（水戸市）
    - 笠間出張所（笠間市）

  - 日立公共職業安定所（日立市）
  - 筑西公共職業安定所（筑西市）
    - 下妻出張所（下妻市）

  - 土浦公共職業安定所（土浦市）
  - 古河公共職業安定所（古河市）
  - 常総公共職業安定所（常総市）
  - 石岡公共職業安定所（石岡市）
  - 常陸大宮公共職業安定所（常陸大宮市）
  - 龍ケ崎公共職業安定所[4]（龍ケ崎市）
  - 高萩公共職業安定所（高萩市）
  - 常陸鹿嶋公共職業安定所（鹿嶋市）

## 管轄
- 茨城県全域